# Alfredo Sánchez Monteseirín
Alfredo Sánchez Monteseirín ([alˈfɾeðo ˈsanʧeθ montesejˈɾin]), né le 25 septembre 1957 à La Rinconada (province de Séville), est un homme politique espagnol, membre du Parti socialiste ouvrier espagnol (PSOE).
Après avoir occupé plusieurs responsabilités au sein de la députation provinciale de Séville à partir de 1983, il en devient vice-président en 1993, puis président en 1995.
En 1998, il remporte les primaires municipales du PSOE de Séville contre José Rodríguez de la Borbolla, figure du socialisme andalou. Il est élu, l'année suivante, maire de la ville et exerce cette fonction pendant douze ans, d'abord en coalition avec le Partido Andalucista (PA), puis avec la Gauche unie (IULV-CA). Ses mandats voient l'ouverture du métro, du tramway et la construction du Metropol Parasol et de la tour Sevilla. Il se retire de la vie publique en 2011.
Il est nommé délégué de l'État pour la zone franche de Séville en 2018, poste dont il est relevé au bout de six ans pour raisons de santé.

## Famille, formation et vie professionnelle
Alfredo Sánchez Monteseirín naît à 25 septembre 1957 à La Rinconada, dans la province de Séville, où vit sa famille depuis que ses grands-parents y ont été affectés en qualité d'instituteurs. Ses parents, qui exercent la même profession, s'installent à Séville quand il a six ans. Il grandit dans le quartier de la Macarena.
Il étudie à l'université de Séville, où il obtient une licence en médecine et chirurgie. Il passe ensuite les concours de la fonction publique, et devient médecin-inspecteur à l'Institut national de la Sécurité sociale. Son poste sera ensuite transféré, dans le cadre de la décentralisation, au Service andalou de la santé (SAS). Il est également diplômé en management hospitalier de l'école de haute direction et administration de Barcelone, et professeur à l'école universitaire des travailleurs sociaux de Séville entre 1987 et 1990.

## Engagement politique

### Député provincial de Séville
En 1974, Alfredo Sánchez Monteseirín adhère au Parti socialiste ouvrier espagnol (PSOE) et à l'Union générale des travailleurs (UGT). Il est élu, cinq ans plus tard, conseiller municipal de Burguillos, et le reste jusqu'en 1987. Il le sera ensuite à La Rinconada, puis à Mairena del Aljarafe.
Il commence, à partir de 1983, son parcours au sein de la députation provinciale de Séville, comme député délégué à la Santé, puis à la Santé et aux Affaires sociales. En 1991, il devient parallèlement porte-parole du groupe des députés socialistes. Il est promu, en 1993, vice-président, délégué à la Promotion économique.

### Président de la députation
Au début du mois de mars 1995, sur proposition de la secrétaire générale du PSOE de la province de Séville, Carmen Hermosín, le comité provincial du parti désigne Alfredo Sánchez Monteseirín comme candidat à la présidence de la députation par 182 voix pour et 3 abstentions. C'est alors la première fois que les socialistes choisissent leur candidat à cette fonction avant la tenue des élections municipales,.
Au cours du scrutin, le PSOE parvient à conserver d'extrême justesse sa majorité absolue, obtenant 16 députés sur 31. Le 3 juillet, Alfredo Sánchez Monteseirín est effectivement élu président de la députation. Il est ensuite porté à la présidence de la Fédération andalouse des villes et des provinces (FAMP).

### Maire de Séville
À l'occasion des élections primaires organisées par le PSOE pour désigner ses têtes de liste aux élections municipales du 13 juin 1999, Alfredo Sánchez Monteseirín présente, en mai 1998, sa candidature à ce scrutin interne pour la mairie de Séville. Au soir du vote, le 27 juin 1998, il l'emporte avec 59 % des voix contre le chef de file municipal d'alors et ancien président de la Junte, José Rodríguez de la Borbolla, ayant bénéficié du soutien de Carmen Hermosín et de neuf secrétaires généraux de section socialiste sur les dix que compte le territoire sévillan.
Lors des élections du 13 juin 1999, le Parti populaire (PP) de la maire sortante, Soledad Becerril, remporte 13 élus sur 33 au conseil municipal, contre 12 pour le Parti socialiste. Dans la mesure où la Gauche unie Les Verts – Appel pour l'Andalousie (IULV-CA) obtient deux élus, les partis de gauche n'obtiennent pas la majorité absolue et la capacité à gouverner la ville repose sur les six mandats remportés par le Partido Andalucista (PA),. Le 2 juillet suivant, le PSOE et le PA concluent un accord de coalition, garantissant plus de la moitié des sièges à Alfredo Sánchez Monteseirín. Il est élu, le lendemain, maire de la capitale andalouse par 18 voix favorables. Le 26 juillet, Luis Navarrete lui succède à la présidence de la députation. Il cède ensuite, en novembre, la présidence de la FAMP au maire socialiste de Grenade, José Moratalla.
Candidat à un deuxième mandat lors des élections du 25 mai 2003, il renforce la position du PSOE avec 14 conseillers municipaux, contre 12 au PP, quatre au PA et trois à IU. C'est la première fois que le Parti socialiste arrive en tête d'un scrutin municipal à Séville depuis 1991, le tout dans un contexte de forte poussée du Parti populaire dans les autres capitales provinciales andalouses,. Il est effectivement réélu le 14 juin 2003 dans son fauteuil de maire par 17 voix sur 33, après avoir conclu une entente avec IU.
Il se représente aux élections du 27 mai 2007. Il y obtient un élu supplémentaire, soit autant que la liste du Parti populaire de Juan Ignacio Zoido, qui remporte le plus grand nombre de suffrages. La Gauche unie conservant ses trois édiles, la majorité absolue qui soutient Alfredo Sánchez Monteseirín n'est pas remise en cause. Ayant effectivement reconduit son alliance avec la Gauche unie, le maire sortant est reconduit pour un troisième mandat, une première dans l'histoire sévillane, le 16 juin par 18 voix favorables au sein du conseil municipal.
Ses trois mandats sont marqués par la mise en service de la ligne 1 du métro et du tramway du centre historique, la construction du Metropol Parasol, de la passerelle de San Jerónimo, de la tour Sevilla et de quinze mille logements sociaux, la piétonisation de l'avenue de la Constitution, le réaménagement de La Alameda, l'aménagement d'un réseau de voies cyclables, le lancement du festival du film européen de Séville,,.

## Après la politique
Alfredo Sánchez Monteseirín révèle, au début du mois de mars 2010, qu'il n'a pas l'intention d'être candidat une quatrième fois à la mairie de Séville, alors que plusieurs affaires politico-financières mettent en cause son entourage proche. Il envisage un temps de démissionner, mais la direction du PSOE andalou s'y oppose et refuse de lui garantir une sortie digne, à la hauteur de son parcours politique, ce qui le pousse à conserver son bâton de maire. Deux mois après son annonce, le secrétaire général régional du PSOE, José Antonio Griñán, fait savoir que Juan Espadas sera le candidat socialiste à la mairie de la capitale andalouse.
Il quitte donc la mairie le 11 juin 2011, au profit de Juan Ignacio Zoido, vainqueur des élections du 22 mai 2011 à la majorité absolue. Six mois plus tard, il retrouve une activité professionnelle comme professeur au département international de l'École nationale de santé, dépendante de l'Institut de santé Carlos III à Madrid, avant de revenir à Séville en 2016, comme sous-directeur de l'Inspection des services sanitaires andalous, un poste purement technique. Il revient à la vie publique en 2018, comme délégué spécial de l'État pour la zone franche de Séville, nommé par le gouvernement socialiste de Pedro Sánchez sur recommandation d'Alfonso Rodríguez Gómez de Celis.
Il participe, le 5 juillet 2021, au dévoilement par le maire de Séville, Juan Espadas, de la plaque qui donne à un rond-point proche de la tour Sevilla le nom de « Plaza Alcalde Sánchez Monteseirín » (en français : « place du maire Sánchez Monteseirín »). Proposée par le conseil de district de Triana, cette dénomination avait reçu quatre mois plus tôt le soutien du conseil municipal avec les votes favorables du Parti socialiste, du Parti populaire, d'Adelante et de Ciudadanos.
Il est victime en 2023 d'un accident vasculaire cérébral qui le laisse physiquement diminué. La ministre des Finances María Jesús Montero le relève donc le 11 septembre 2024 de ses fonctions de délégué pour la zone franche au profit de Carmen Tovar, ancienne maire de Castilleja de la Cuesta. Le 12 janvier 2025, il participe à la cérémonie de dévoilement de son portrait au siège de la députation provinciale de Séville, en présence notamment du président de l'assemblée Javier Fernández, de ses prédécesseurs Miguel Ángel Pino et Luis Navarrete, l'ancien président de la Junte Manuel Chaves, les anciens maires de Séville Juan Espadas et Antonio Muñoz, et le vice-président du Congrès des députés Alfonso Rodríguez Gómez de Celis.